# Добровольческие батальоны России во вторжении на Украину
Добровольческие региональные батальоны, создаваемые в России с весны 2022 года по региональному принципу для участия во вторжении на Украину, сменили собой, в качестве добровольческих подразделений, отряды «БАРС» (Боевой армейский резерв страны).
По оценкам экспертов, формирование добровольческих батальонов представляет скрытую форму мобилизации, при этом кандидаты набираются чаще всего из бедных регионов, у которых не всегда имеется соответствующий военный опыт.
«Добровольцы» получали статус резервистов и заключали краткосрочные контракты с министерством обороны РФ на несколько месяцев. Ответственность за их обеспечение делят между собой Минобороны и региональные власти. Московский батальон, который получает финансирование из городского бюджета среди вербовщиков и кандидатов неофициально именуется «собянинским полком». В чеченском городе Гудермес на базе Российского университета спецназа проходят подготовку добровольцы полка «Ахмат».
«Новая газета Европа» первоначально насчитала 52 батальона в 33 регионах. Если исходить из известной численности региональных батальонов, то всего в них могли набрать от 9,5 до 20 тыс. человек.
По предположению Руслана Левиева, основателя проекта Conflict Intelligence Team, высказанному в августе 2022 года, большая часть добровольческих батальонов ещё не участвуют в боевых действиях на Украине, а личный состав поступает на полигон Мулино для подготовки и последующего формирования нового 3-й армейского корпуса.
По подсчётам СМИ, в августе 2022 года, мусульманские регионы РФ (такие как Дагестан, Башкортостан, Чечня, Татарстан) занимали лидирующие места по количеству погибших. Парадокс ситуации в том, что пропаганда постоянно апеллировала к «защите русских и православных». Для убеждения используются образы как на национальном, так и на религиозном уровнях. Например, в Башкортостане центральным символом мобилизации местных жителей стал Минигали Шаймуратов, советский генерал и уроженец бывшей Уфимской губернии, погибший на Донбассе в 1943 году. Впрочем, и проблемные для себя образы вроде Салавата Юлаева и имама Шамиля пропаганда использует в своих целях.

## Список
- Амурская область: мотострелковый батальон «Амурский»
- Башкирия: мотострелковые батальоны имени Минигали Шаймуратова, Александра Доставалова, «Ватан», «Северные амуры», 31-й мотострелковый полк «Башкортостан»
- Бурятия: батальон «Байкал»[8]
- Дагестан: батальон «Каспий»[9]
- Екатеринбург: батальон «Уран»
- Забайкальский край: батальон «Даурский»
- Иркутская область: батальон «Ангара»
- Карелия: батальоны «Ладога» и «Онего»[10]
- Кемеровская область: батальон «Кузбасс»
- Кировская область: батальон «Вятка»
- Краснодарский край: казачьи батальоны «Терек», «Кубань», «Енисей», имени атамана Захария Чепеги, «Ермак», «Таврида», бригада «Дон»
- Курская область: батальон материально-технического обеспечения «Сейм»
- Ленинградская область: артиллерийские дивизионы «Невский», «Ладожский» и «Ленинградский»
- Липецкая область: гаубичный артиллерийский дивизион имени Ивана Флёрова[11], артиллерийские дивизионы имени Олега Пешкова и Митрофана Неделина[12]
- Марий Эл: батальоны «Иден», «Полтыш» и «Акпатр»
- Москва: «собянинский полк»
- «Москва» (в составе 76-й дшд, батальон состоит из добровольцев общества «Двуглавый орёл»)
- Мурманская и Архангельская области: «Архангельский»
- Нижний Новгород: танковый батальон имени Кузьмы Минина, «Амурский»
- Новосибирская область: батальон «Вега»[13][14]
- Оренбургская область: мотострелковый батальон «Яик»
- Омск: ремонтная рота «Иртыш», рота материального обеспечения «Авангард» и медицинское подразделение «Омь»
- Пермский край: мотострелковая рота «Парма» и танковый батальон «Молот»
- Приморский край: батальон «Тигр»
- Самарская область: батальон «Самарский», батальон Росгвардии «Оплот»
- Санкт-Петербург: батальоны «Кронштадт», «Нева» и «Павловск»[15], танковый батальон «Аврора»[16]
- Северная Осетия и Южная Осетия: батальоны «Алания»[17], «Шторм Осетия»[18] и «Сармат»[19]
- Татарстан: мотострелковые батальоны «Алга»[20][21], «Батыр» и «Тимер»[22][23][24][25], танковый батальон имени Героя России Дамира Исламова, артиллерийский дивизион имени Героя Советского Союза Бориса Кузнецова[26]
- Тверская область: танковый батальон «Волга»[27]
- Томская область: батальон «Тоян»
- Тюменская область: батальоны «Eрмак», «Сибирь», «Тайга» и «Тобол»
- Тюмень: сапёрный батальон «Тобол», рота снайперов «Тайга» и артиллерийский дивизион «Сибирь»
- Ульяновская область: инженерно-сапёрный батальон «Свияга», гаубичные артиллерийские дивизионы «Симбирск» и имени Александра Матросова, мотострелковый батальон «Ульяновск»[28]
- Хабаровский край: батальон связи «Генерал Корф»
- Херсонская область: разведывательный батальон имени Героя Советского Союза Василия Маргелова[29]
- ХМАО: батальон «Югра»
- Челябинская область: батальоны «Южноуралец» и «Южный Урал»
- Чувашия: батальон связи «Атал» в составе 1251 мотострелкового полка[30][31][32][33].
- Якутия: батальон «Боотур»
- Ярославская область: артиллерийский дивизион имени Маршала Советского Союза Фёдора Толбухина[34].